# Brookfield Place

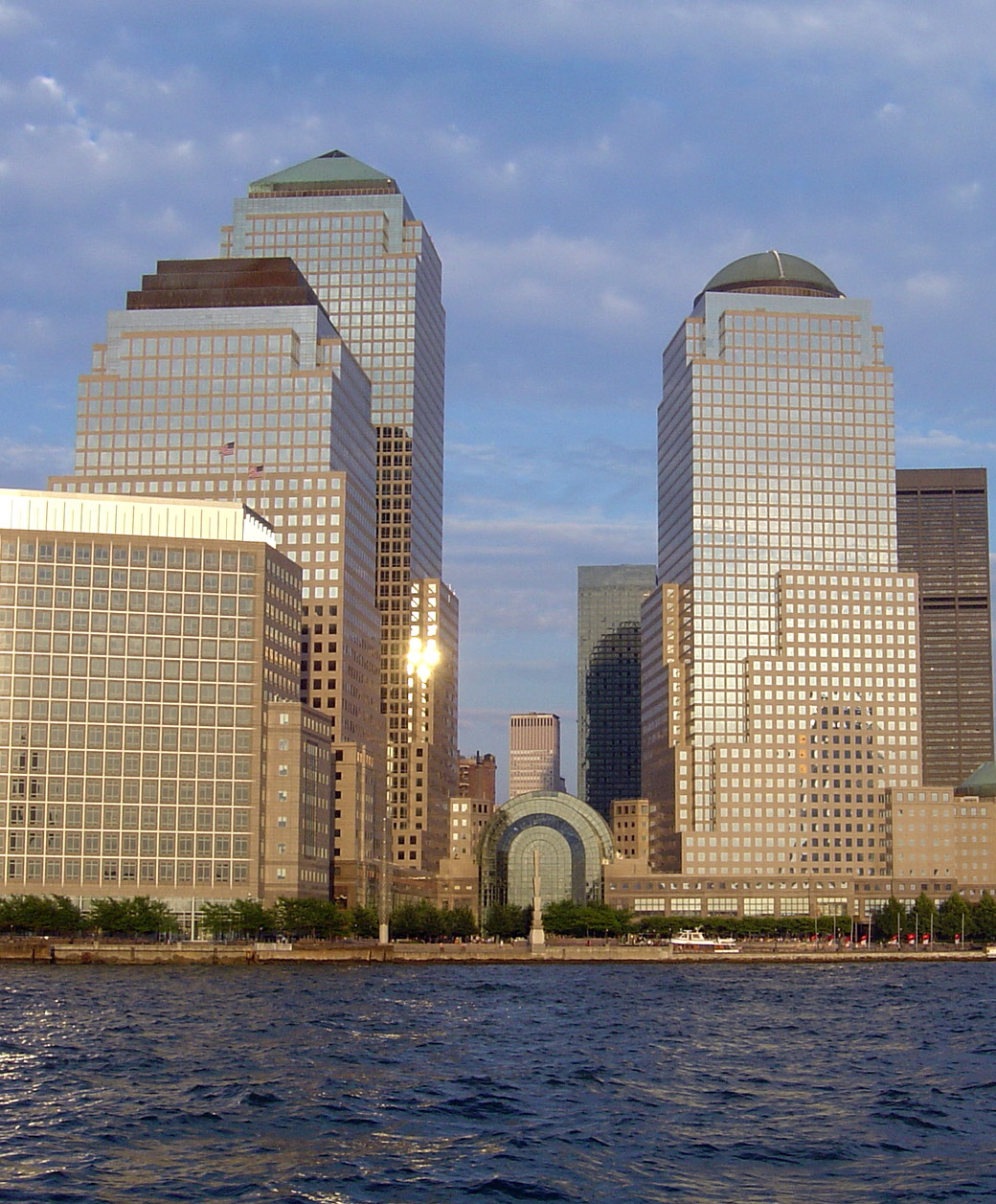
Brookfield Place

Brookfield Place (dawniej World Financial Center)  – kompleks czterech budynków biurowych na dolnym Manhattanie w Nowym Jorku.
Zaprojektowane przez Césara Pelli budynki zostały zbudowane w latach 1985–1987. W skład kompleksu wchodzą:
- 1 World Financial Center
  - Adres: 200 Liberty Street
  - Wysokość: 176 metrów
  - Liczba pięter: 40
  - Rok budowy: 1985

- 2 World Financial Center
  - Adres: 225 Liberty Street
  - Wysokość: 197 metrów
  - Liczba pięter: 44
  - Rok budowy: 1987

- 3 World Financial Center
  - Adres: 200 Vesey Street
  - Wysokość: 225 metrów
  - Liczba pięter: 51
  - Rok budowy: 1986

- 4 World Financial Center
  - Adres: 250 Vesey Street
  - Wysokość: 152 metry
  - Liczba pięter: 34
  - Rok budowy: 1986

Wszystkie budynki zostały uszkodzone w zamachach terrorystycznych 11 września 2001 i zamknięte na kilka miesięcy. W 2014 r. zmieniono nazwę centrum na Brookfield Place